# Ribécourt British Cemetery
Le cimetière «  Ribécourt British Cemetery » est l'un des trois cimetières militaires la Première Guerre mondiale situés sur le territoire de la commune de Ribécourt-la-Tour Nord.

## Historique
Ribécourt-la-Tour fut occupé par les Allemands dès le début de la guerre, le 28 août 1914, et le resta jusqu'en novembre 1917, date à laquelle il fut repris par les forces du Commonwealth. Il fut perdu en mars 1918 lors des attaques allemandes de la bataille de Cambrai. Le secteur a finalement été repris aux Allemands en septembre 1918 après de violents combats.

## Localisation
Ce cimetière est situé juste à la sortie du village, route de Villers-Plouich.

## Caractéristiques
De forme triangulaire, sur plusieurs niveaux, ce cimetière épouse la pointe de l'intersection de la route de Villers-Plouich et du chemin du Bois Couillet. La plupart des soldats inhumées dans ce cimetière sont tombés lors des combats de novembre et décembre 1917 et janvier 1918 ; d'autres sépultures ont été faites en septembre et en octobre 1918.

## Galerie

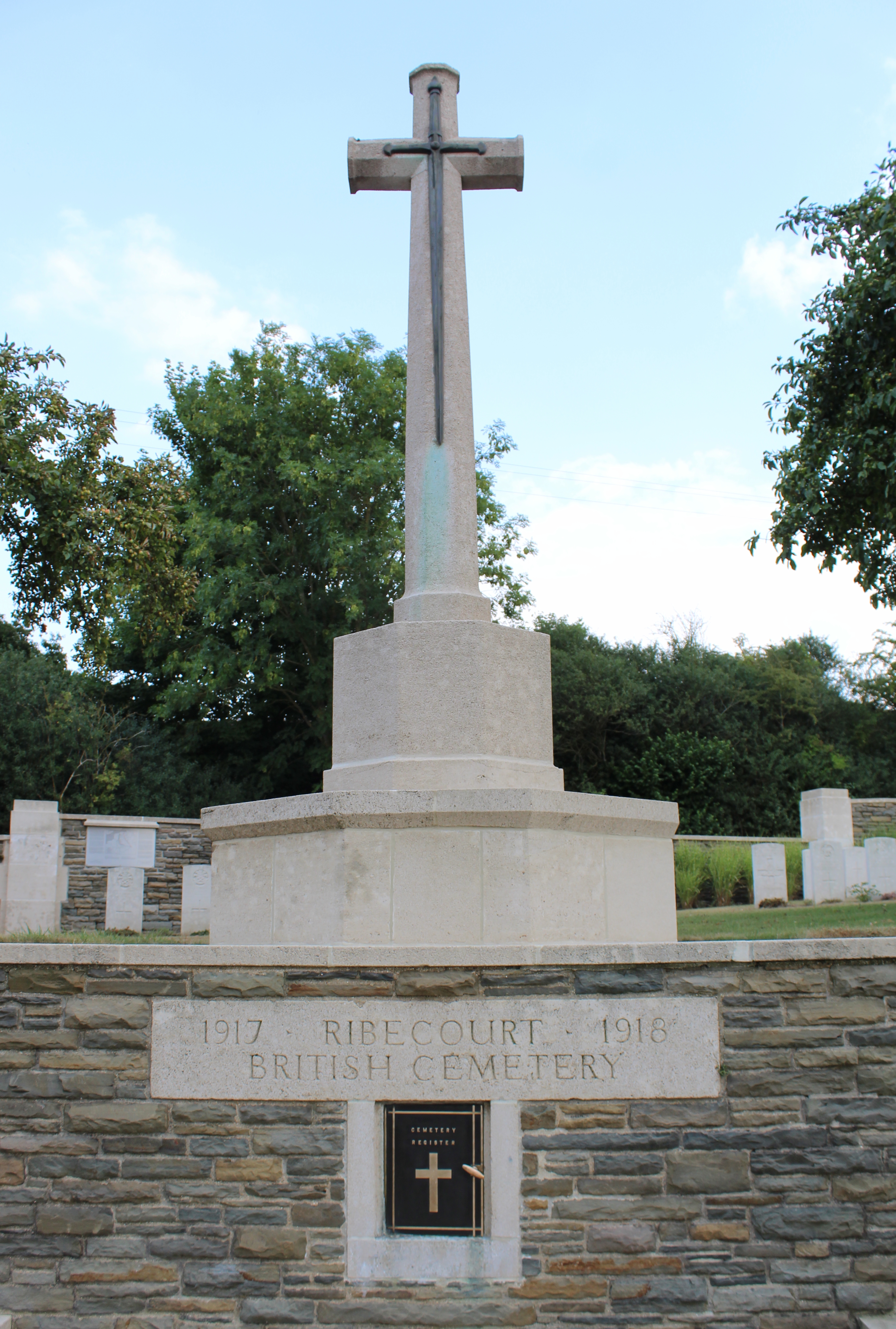
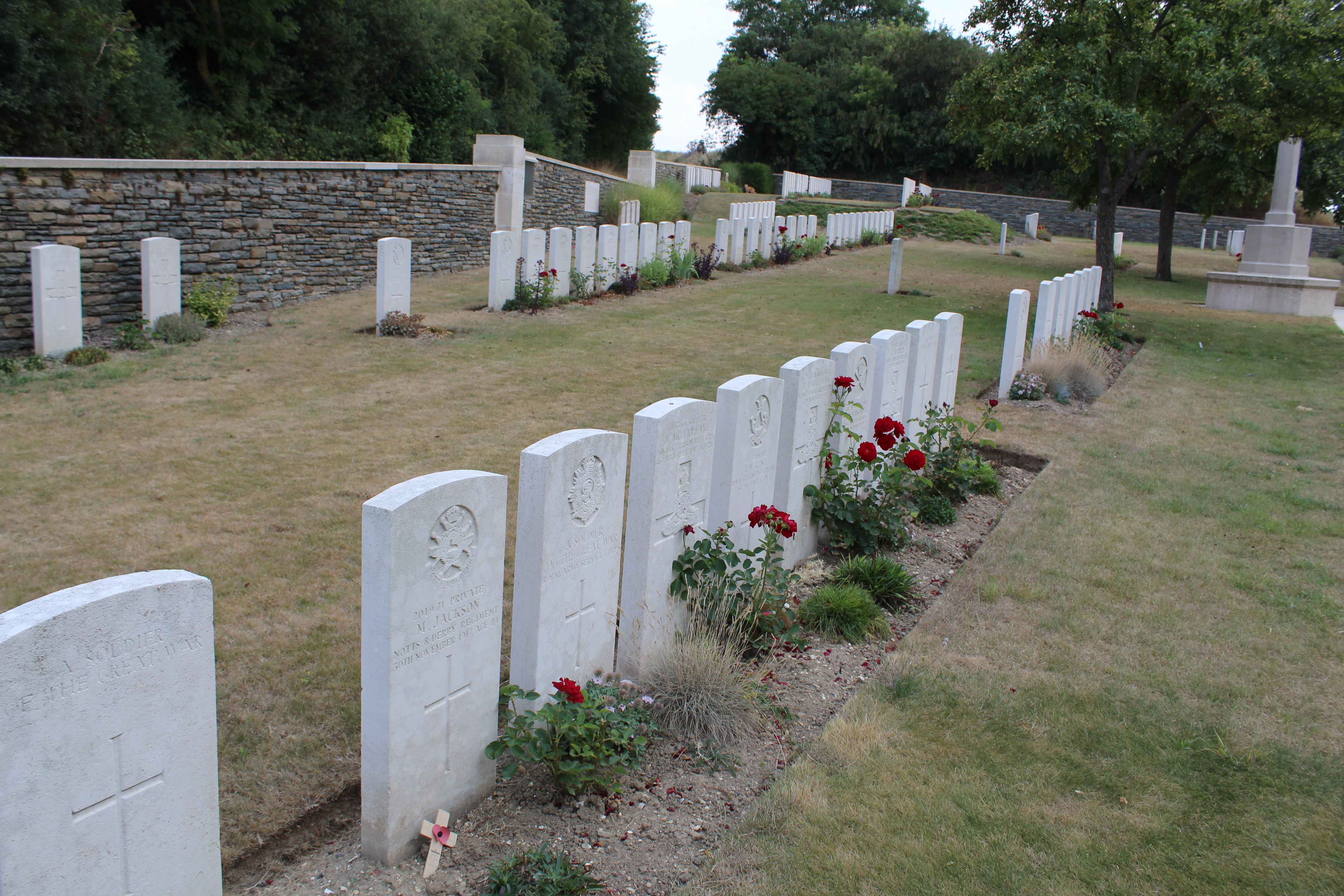
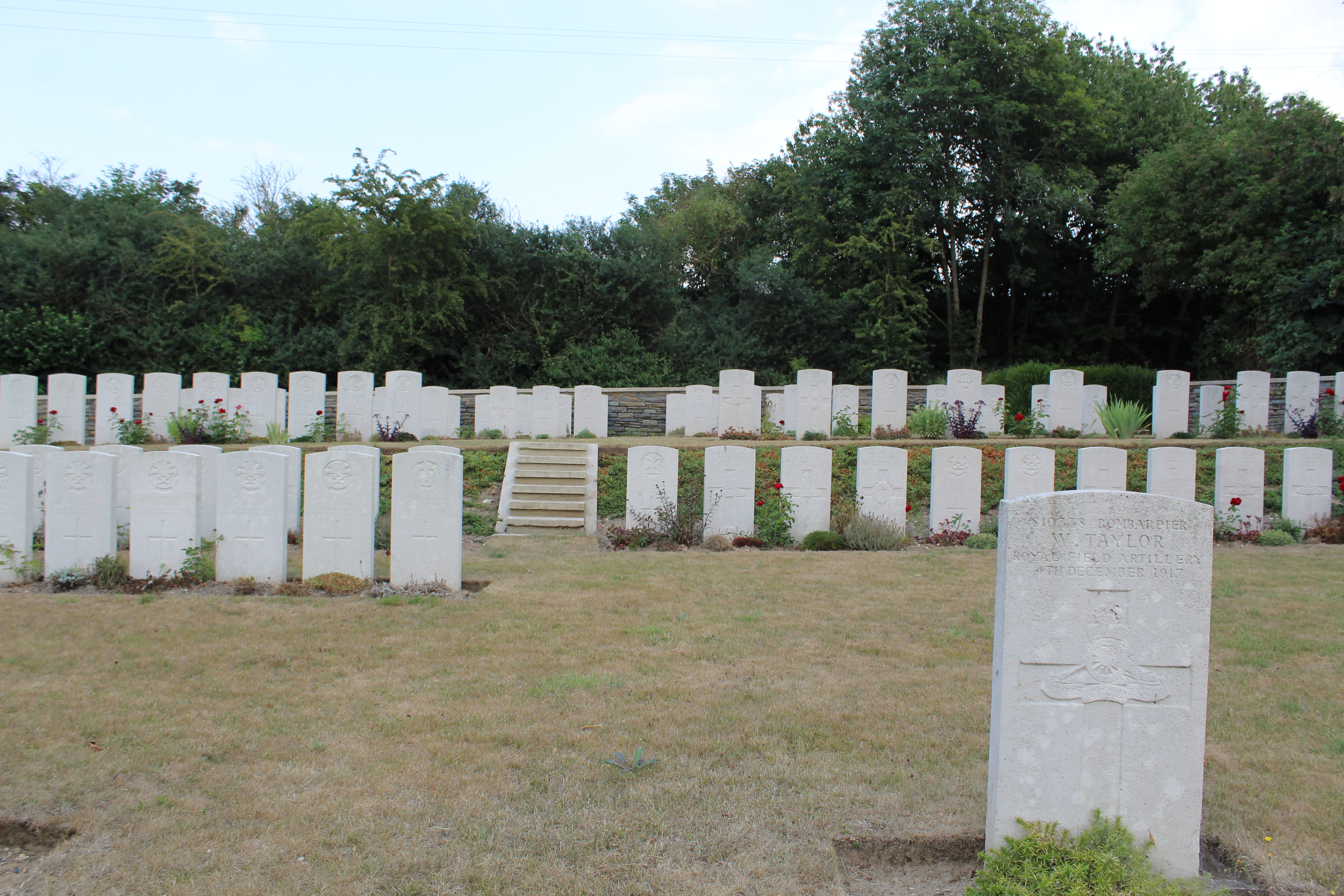
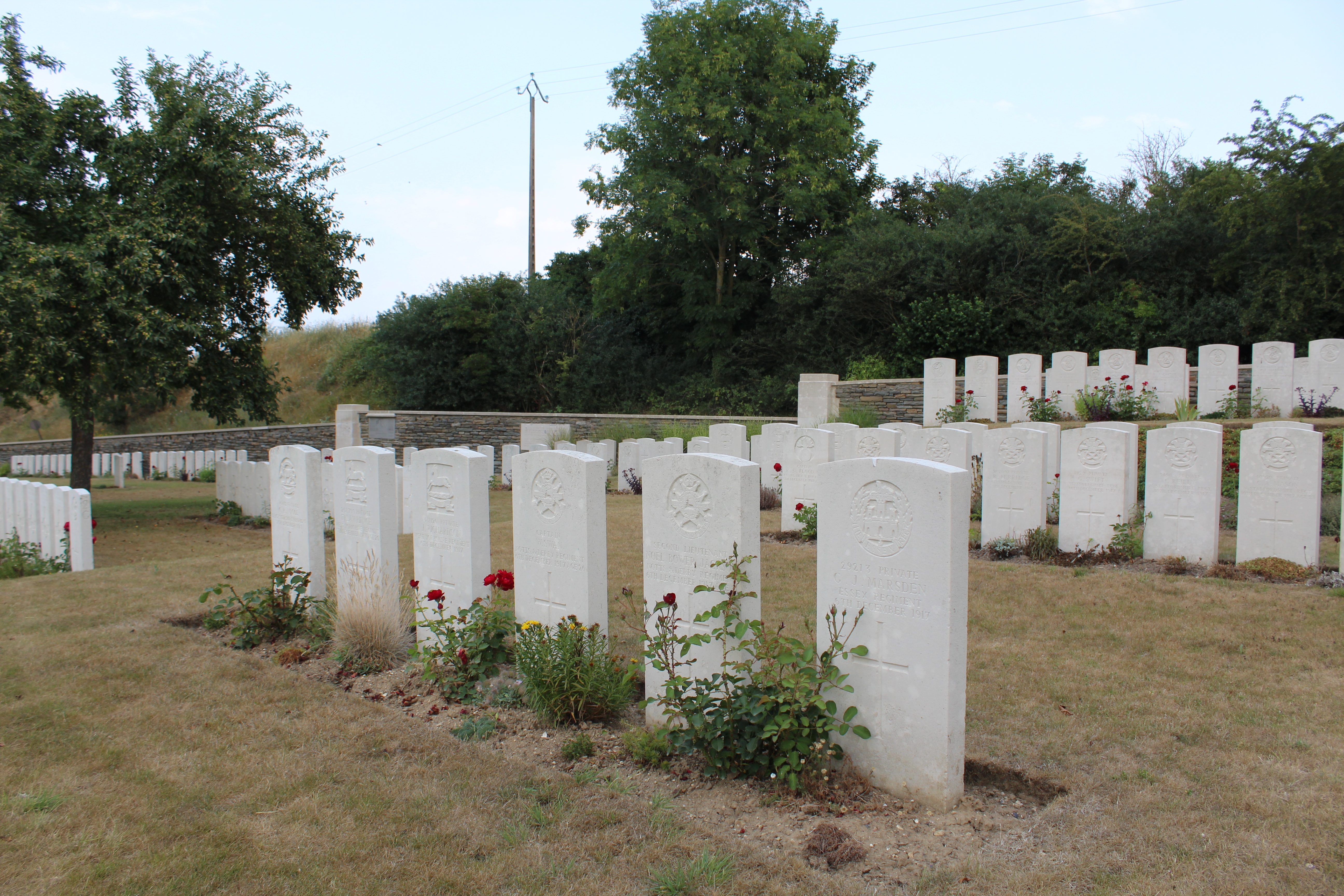

## Sépultures
| Pays             | Sépultures |
| ---------------- | ---------- |
| Royaume-Uni      | 267        |
| Nouvelle-Zélande | 22         |
| Allemagne        | 6          |
| Total            | 295        |